# Nhật ký giảm cân (phim truyền hình 2011)
Nhật ký giảm cân (リバウンド Ribaundo) là một bộ phim truyền hình hài tìnn cảm Nhật Bản được phât sóng từ ngày 27 tháng 4 đến ngày 29 tháng 6 năm 2011 trên Nippon TV.